# Koyunyurdu, Selim
Koyunyurdu là một xã thuộc huyện Selim, tỉnh Kars, Thổ Nhĩ Kỳ. Dân số thời điểm năm 2010 là 781 người.